# Escharella klugei
Escharella klugei är en mossdjursart som beskrevs av Hayward 1979. Escharella klugei ingår i släktet Escharella och familjen Romancheinidae. Arten är reproducerande i Sverige. Inga underarter finns listade i Catalogue of Life.